# Johnny Jacobs
Pour les articles homonymes, voir Jacobs.
Johnny Jacobs est un acteur américain né en 1916 décédé le 8 février 1982 à Stockton (États-Unis).

## Filmographie
- 1957 : Deep Adventure : Narrator
- 1968 : Operation: Entertainment (série TV) : Announcer (1968)
- 1973 : The New Treasure Hunt (série TV) : Announcer (1973-1977)
- 1979 : 3's a Crowd (série TV) : Announcer
- 1981 : Treasure Hunt (série TV) : Announcer (September 1981-January 1982)